# Edward G. Sargent
Edward G. Sargent (* 1. April 1877 in Janesville, Rock County, Wisconsin, Vereinigte Staaten; † im 20. Jahrhundert) war ein US-amerikanischer Rancher und Politiker. Zwischen 1925 und 1929 war er Vizegouverneur des Bundesstaates New Mexico.
Er gehörte der Republikanischen Partei an. Zwischen 1919 und 1920 war er als State Auditor Staatsrevisor von New Mexico tätig. Er saß 1924 im Republican National Committee und wurde zum Vizegouverneur seines Staates gewählt. Dieses Amt bekleidete er zwischen dem 1. Januar 1925 und dem 1. Januar 1929. Dabei war er Stellvertreter des Gouverneurs und Vorsitzender des Staatssenats. Er diente unter den Gouverneuren Arthur T. Hannett und Richard C. Dillon. Als Delegierter nahm er 1940 und 1944 an den Republican National Conventions teil. Danach verliert sich seine Spur.
Das Edward Sargent Wildlife Area in Chama, Rio Arriba County wurde nach ihm benannt.